# Major-Radloff-Kaserne
Die Major-Radloff-Kaserne, bis 9. Juni 2022 Ostmark-Kaserne, in Weiden in der Oberpfalz ist eine Kaserne der Bundeswehr, in der das Artilleriebataillon 131 (ArtBtl 131) seinen Standort hat. Sie ist nach dem 2010 in Afghanistan gefallenen Major namens Jörn Radloff benannt, der in der Kaserne stationiert war.

## Lage
Die Liegenschaft liegt im Westen von Weiden in der Oberpfalz an der Anschlussstelle der Bundesautobahn 93. Etwa drei Kilometer nordwestlich der Kaserne ist eine Standortschießanlage, etwa zwei Kilometer südwestlich ein Munitionsdepot und 15 Kilometer westlich der Truppenübungsplatz Grafenwöhr.

## Vorgeschichte, Bau und Nutzung der Kaserne durch die Wehrmacht
Im Gegensatz zu den benachbarten Städten Bayreuth und Amberg, die Garnisonen bereits seit 1603 bzw. 1715 unterhielten, hatte sich Weiden seit 1806 zunächst mehrfach vergeblich um die Stationierung von Truppen bemüht. Im Ersten Weltkrieg änderte sich das: das Landsturm-Infanterie-Ersatz-Bataillon III B 19 verlegte am 20. August 1915 nach Weiden und bezog ein Schulgebäude in der Hermannstraße 6. Nach dem Waffenstillstand vom 9. November 1918 wurden sämtliche Reserve-, Landwehr-, Landsturmeinheiten aufgelöst. Im Februar 1919 endete deshalb auch die Stationierung des Landsturm-Infanterie-Ersatz-Bataillon III B 19 in Weiden. Mit dem Versailler Vertrag und der zahlenmäßigen Begrenzung der Reichswehr erhielt Weiden in der Weimarer Republik keine neuen Stationierungen.
Nach der Ernennung von Adolf Hitler zum Reichskanzler Ende Januar 1933 hatte die Stadt Weiden, die an der Frauenrichter Straße ein 14 Hektar großes Grundstück dem Reichsfiskus kostenfrei für eine neue Garnison angeboten, Erfolg: am 27. Januar 1934 fiel die Entscheidung zum Neubau einer Kaserne. Im September 1939 begannen die Arbeiten. Zur Unterbringung von Personal entstand ebenfalls an der Frauenrichter Straße eine „Heeressiedlung“. Aus dem Landespolizeiregiment 72 in Fürth entstand das III./Infanterieregiment 41, das am 7. Oktober 1935 die fertiggestellte Truppenunterkunft bezog. Das zunächst in Wöllershof untergebrachte Ergänzungsbataillon 37 verlegte ebenfalls nach Weiden in ein neben der Kaserne errichtetes Barackenlager und erhielt Anfang Oktober 1936 die neue Bezeichnung als Ergänzungsbataillon 41. Die Panzerjägerkompanie konnte nur in einem Gebäude der Stadt Weiden in der heutigen Bürgermeister-Prechtl-Straße untergebracht werden. 1936 erhielt die Militäranlage den Namen Metzer Kaserne in Anknüpfung der vom III. Bataillon des Infanterieregiments 41 weitergeführten Tradition des 6. Königlichen Bayerischen Infanteriebataillon Metz. Das III./Infanterieregiment 41 verließ zur Vorbereitung des Überfalls auf Polen die Kaserne endgültig mit Marschbefehl vom 27. Juli 1939. Darüber hinaus bestanden am Standort Weiden eine Sanitätsstaffel, der Ausbildungsleiter Weiden, ein Wehrbezirkskommando, ein Wehrmeldeamt, der Festungs-Pionier-Stab 16, eine Heeresstandortverwaltung, eine Wehrmacht-Fachschule für Technik und eine Heeresfachschule.
Das Ergänzungsbataillon 41 wurde am 26. August 1939 zum II./Infanterieregiment 481 der 256. Infanteriedivision. Es folgte anschließend eine Verwendung als Besatzungstruppe im Protektorat Böhmen und Mähren und ab Mai 1940 die Beteiligung am Westfeldzug. Das auf dem Truppenübungsplatz Grafenwöhr am 1. Dezember 1939 aufgestellte Infanterieregiment 245 befand sich kurzzeitig 1939/1940 in der Kaserne. Das am 26. August 1939 aufgestellte Infanterieersatzbataillon 302 verlegte aus Neumarkt in der Oberpfalz am 12. September in die Kaserne in Weiden. Es wurde am 1. Oktober 1942 geteilt und kam nach Budweis.
An der heutigen Kasernenstraße wurde am 17. Juli 1940 in unmittelbarer Nachbarschaft zur Kaserne das Kriegsgefangenenlager Stalag XIII B eingerichtet. Zunächst war es mit 500 Personen belegt, vor Kriegsende jedoch mit 4000 Menschen. Sie stammten hauptsächlich aus der Sowjetunion, aber unter anderem auch aus Großbritannien, Frankreich, Belgien und Polen. Die sowjetischen Gefangenen waren separat untergebracht. Viele Insassen starben. Zum Stalag gehörten bis zu 30 Außenlager in Nordbayern und Westböhmen.

## US-Army
Am 22. April 1945 rückten Einheiten der 11th Armored Division in Weiden ein und besetzten die Stadt. Die Kaserne wurde zunächst vom 6th Cavalry Regiment übernommen. Die befreiten Kriegsgefangenen des Stalag wurden zunächst in der Kaserne untergebracht. Am 14. Mai verlegte das 315th Engineer Battalion der 90th Infantry Division nach Weiden und erhielt den Auftrag, die Metzer Kaserne zu renovieren. Zunächst musste der Verbleib der ehemaligen Kriegsgefangenen geklärt werden. Nachdem jene die Kasernenanlage verlassen hatten, begann die Instandsetzung der Garnison. Müll wurde beseitigt, die Gebäude gereinigt, Reparaturen durchgeführt, Küchen eingebaut und neues Mobiliar beschafft. Ein Parkplatz wurde angelegt und ein Theater geschaffen. Im Juni 1945 zog der Stab der 90th Infantry Division mit der 315th Engineer Battalion, dem Reconnaissance Troop und der Signal Company in die Kaserne in Weiden ein. Mitte 1945 besuchte George S. Patton die Truppen in der Kaserne. Im November 1945 verlegte die 90th Infantry Division mit ihren unterstellten Einheiten zurück in die USA. Anstelle von Kampftruppen bezog im Mai 1946 die 94th Constabulary Squadron, die polizeiliche und militärische Ordnungsaufgaben sowie die Grenzsicherung wahrnahm, die Kaserne in Weiden. Zudem befand sich das Horse Platoon und das Motorcycle Platoon des 11th Constabulary Regiment 1946 in der Kaserne. 1947 wurde die Kaserne in Osborne Barracks umbenannt. Im Januar 1949 löste die 53th Constabulary Squadron die 94th Constabulary Squadron ab. Ihr folgte am 20. Mai 1949 die 15th Constabulary Squadron, die bis zu ihrer Auflösung am 15. Dezember 1952 hier verblieb.
Das benachbarte Kriegsgefangenenlager wurde unmittelbar nach Kriegsende bis 1948 mit ehemaligen deutschen Soldaten belegt.
Die US-Army blieb auch nach 1952 mit einem Außenlager, zunächst Camp Weiden genannt, hier präsent. Es diente der 1st Squadron des 2nd Armored Cavalry Regiment für die Bewachung der Grenze zur Tschechoslowakischen Sozialistischen Republik bzw. der NATO-Außengrenze. 1958 wurde die an die Kaserne angrenzende Barackenunterkunft abgerissen und im März 1959 die an derselben Stelle errichtete Kompanieunterkunft La Guardia durch US-Truppen für die Grenzsicherung bezogen, die später offiziell als Camp Pitman bezeichnet wurde (49° 40′ 23″ N, 12° 8′ 26″ O). Damit endete die 1955 begonnene gemeinsame Nutzung der Kasernenanlage durch US-Army und Bundesgrenzschutz bzw. Bundeswehr bereits wieder. Bis zum 31. März 1989 waren im Camp Pitman Teile der der 1st Squadron und 3rd Squadron des 2nd Armored Cavalry Regiment eingesetzt.

## Bundesgrenzschutz und Bundeswehr
Die zunächst in Amberg stationierte Grenzschutzabteilung Süd III/1 des Bundesgrenzschutzes zog am 18. Januar 1955 feierlich in die Kaserne ein. Mit der durch Gesetz erfolgten Überleitung von Angehörigen des Bundesgrenzschutzes in die neue Bundeswehr zum 1. Juli 1956 entstanden aus der Grenzschutzabteilung III/1 der Stab des Feldartillerieregiments 4 und die III./Feldartillerieregiment 4 sowie das Panzerbataillon 4. Die wenigen im Bundesgrenzschutz verbliebenen Angehörigen wurden zu Abteilungen nach Hof und Coburg versetzt. Damit war aus der Kaserne des Bundesgrenzschutzes am 1. Juli 1956 eine Garnison der Bundeswehr geworden.
In den 1960er Jahren erfolgte der weitere Ausbau der Garnison. Der neue Standortübungsplatz Manteler Forst konnte im Oktober 1961 übernommen werden. Die Standortschießanlage wurde im Januar 1965 fertiggestellt. Im Januar 1963 erhielt die Brigade ein neues Stabsgebäude. 1966 kamen vier Unterkunftsgebäude und ein Sanitätszentrum hinzu.
Anlässlich eines Besuchs aus der Weidener Patenstadt Issy-les-Moulineaux in Frankreich im Jahr 1964 wurde die Umbenennung der Kaserne angeregt und zwei Jahre später durch das Bundesministerium der Verteidigung umgesetzt. Seitdem war sie nach der Bayerischen Ostmark benannt. Dabei waren Stadtverwaltung, Stadtrat und Standortkommandantur nicht einbezogen worden.
Für die Aufnahme eines weiteren Panzergrenadierbataillons zur weiteren Umsetzung der NATO-Strategie der Vorneverteidigung begannen 1986 die Planungen. Das Kasernengelände wurde um 14 Hektar erweitert. 1988 starteten die Bauarbeiten für vier Unterkunftsgebäude, mehrere Lagerhallen und Werkstätten sowie für den Ausbau des Technischen Bereichs. In der ersten Jahreshälfte 1989 waren die Neubauten vollendet.
Vom 21. September 1989 bis zum 28. Februar 1990 fanden etwa 50.000 Übersiedlern aus der DDR in der Ostmark-Kaserne Aufnahme.
Mit dem Ende des Kalten Krieges und der Deutschen Wiedervereinigung musste sich nach dem Zwei-plus-Vier-Vertrag die Bundeswehr verkleinern. Dies blieb für den Standort Weiden nicht ohne Folgen: die Kampfverbände lösten sich bis 1993 auf. Es verblieb lediglich die erst 1990 eingerichtete Heeresunteroffizierschule II in der Garnison.
2001 sah das Stationierungskonzept der Bundeswehr noch 480 Dienstposten in Weiden vor. Tatsächlich war die Garnison 2004 bereits auf nur noch 280 Dienstposten reduziert worden. Das vom damaligen Bundesverteidigungsminister Peter Struck im selben Jahr vorgelegte neue Stationierungskonzept umfasste die Schließung der Kaserne und nur noch 60 Dienstposten im Kreiswehrersatzamt Weiden. Die Pläne sorgten für erheblichen Widerstand. Im Rahmen einer erneuten Standortuntersuchung und eines weiteren Stationierungskonzeptes 2011 war nunmehr die Erhöhung der Anzahl der Dienstposten von 470 auf 1110 vorgenommen. Insbesondere sollten der Stab der Panzerbrigade 12, das Artilleriebataillon 131, die Ausbildungskompanie 122 und ein Sanitätsversorgungszentrum in der Kaserne untergebracht werden. Der Brigadestab kam jedoch nicht nach Weiden, obwohl bereits das Verbindungskommando zur Luftwaffe hier eingerichtet worden war. Ab 2012 begannen nach der Auflösung der Lehrgruppe der Unteroffizierschule umfassende Renovierungsmaßnahmen, Um- und Neubauarbeiten in der Kaserne. Unter anderem wurden eine neue Tankstelle und eine Halle für Kleinfluggeräte für Zielortung (Drohnen) errichtet
Im Juli 2021 begann die Errichtung eines neuen Waffenkammergebäudes. Weitere 2,6 Millionen Euro wurden hierfür bereitgestellt. Ab August 2021 folgte der Bau eines Sanitätsgebäudes.
Eine weitere Umbenennung wurde spätestens mit dem neuen Traditionserlass der Bundeswehr ab 2018 diskutiert. Am 9. Juni 2022 erhielt die Anlage den Namen „Major-Radloff-Kaserne“. Jörn Radloff war am 15. April 2010 in Afghanistan bei Gefechten gefallen.
2024 wurde in der Kaserne Richtfest für vier neue Gebäude gefeiert, darunter eine Wartungshalle sowie Büro- und Lagergebäude.
Im Einzelnen waren bzw. sind in der Kaserne folgende Stäbe, Verbände, Einheiten und Dienststellen der Bundeswehr stationiert:
| Einheit | Stationierung ab  | Herkunft | Stationierung bis  | Verbleib                                                                                                |
| --- | ----------------- | --- | ------------------ | --- |
| Evangelischer Standortpfarrer Weiden                                                                       | 1. Mai 1955       | neu aufgestellt | 30. Juni 2007      | in Evangelisches Militärpfarramt Weiden umgegliedert                                                    |
| Katholischer Standortpfarrer Weiden                                                                        | 1. Mai 1955       | neu aufgestellt | 14. Dezember 2012  | in Katholisches Militärpfarramt Weiden umgegliedert                                                     |
| Standortkommandantur Weiden                                                                                | 1. Juli 1956      | neu aufgestellt | 30. September 1968 | aufgelöst                                                                                               |
| Standortverwaltung Weiden                                                                                  | 1956              | neu aufgestellt | 30. April 1995     | aufgelöst                                                                                               |
| Feldartillerieregiment 4 (Stab)                                                                            | 1. Juli 1956      | neu aufgestellt | 10. April 1958     | verlegt nach Regensburg, Prinz-Leopold-Kaserne, dort am 16. März 1959 in Artillerieregiment 4 umbenannt |
| III./Feldartillerieregiment 4                                                                              | 1. Juli 1956      | neu aufgestellt | 16. März 1959      | in Feldartilleriebataillon 105 umgegliedert                                                             |
| Panzeraufklärungsbataillon 4                                                                               | 1. April 1957     | verlegt nach Umbenennung des Panzeraufklärungsbataillons 367 am 16. Februar 1957 in Amberg, Leopold-Kaserne                  | 13. Februar 1959   | nach Roding, Arnulf-Kaserne, verlegt                                                                    |
| Feldartilleriebataillon 115                                                                                | 16. Februar 1959  | neu aufgestellt | 1./2. Juli 1959    | nach Roding, Arnulf-Kaserne, verlegt                                                                    |
| Feldartilleriebataillon 105                                                                                | 16. März 1959     | aus III./Feldartilleriebataillon 4                                                                                           | 31. März 1972      | in Panzerartilleriebataillon 105 umgegliedert                                                           |
| Panzeraufklärungskompanie 100                                                                              | 1. April 1959     | aus Panzeraufklärungskompanie 108                                                                                            | 30. April 1963     | wird Panzerspähzug 100                                                                                  |
| Versorgungsbataillon 106                                                                                   | 1. April 1959     | neu aufgestellt | 30. September 1972 | aufgelöst                                                                                               |
| Flugabwehrbatterie 100                                                                                     | April 1959        | neu aufgestellt | 1962               | ging als 5. Batterie im Flugabwehrbataillon 4, Regensburg, auf                                          |
| Panzerjägerkompanie 100                                                                                    | 1. Juni 1959      | neu aufgestellt | 30. September 1970 | ging als 4. Kompanie im Panzerjägerbataillon 104 auf                                                    |
| Panzergrenadierbrigade 10                                                                                  | 9. Juli 1959      | nach Aufstellung am 16. März 1959 aus Kampfgruppenstab A4 in Amberg, Kaiser-Wilhelm-Kaserne                                  | 30. September 1970 | in Jägerbrigade 10 umgegliedert                                                                         |
| Ausbildungskompanie 12/4                                                                                   | 1. September 1961 | neu aufgestellt | 26. September 1963 | nach Neunburg vorm Wald, Pfalzgraf-Johann-Kaserne, verlegt                                              |
| Panzerpionierkompanie 100                                                                                  | 1. Juli 1962      | neu aufgestellt | 30. September 1993 | aufgelöst                                                                                               |
| Panzerspähzug 100                                                                                          | 1. Juli 1963      | aus Panzeraufklärungskompanie 100                                                                                            | 27. Januar 1986    | verlegt nach Roding, Arnulf-Kaserne                                                                     |
| Feldersatzbataillon 107 (Geräteeinheit)                                                                    | 1. August 1965    | neu aufgestellt | 1989               | aufgelöst                                                                                               |
| ABC-Abwehrkompanie 100                                                                                     | 1. April 1966     | neu aufgestellt | 30. September 1970 | aufgelöst                                                                                               |
| Fernmelderevisionsdiensttrupp 627/211                                                                      | 1. Oktober 1968   | neu aufgestellt | 30. November 1994  | aufgelöst                                                                                               |
| Feldausbildungsbataillon 108 (Geräteeinheit)                                                               | 1970              | neu aufgestellt | 1979               | aufgelöst                                                                                               |
| Jägerbataillon 103 (Geräteeinheit)                                                                         | 1970              | neu aufgestellt | 31. März 1981      | aufgelöst                                                                                               |
| Zahnstation H 010                                                                                          | 1. Oktober 1968   | neu aufgestellt | 30. September 1972 | in Zahnstation (Terr) H 615 umbenannt                                                                   |
| Zahnstation H 010/1                                                                                        | 1. Oktober 1968   | neu aufgestellt | 30. September 1972 | aufgelöst                                                                                               |
| Jägerbrigade 10                                                                                            | 1. Oktober 1970   | aus Panzergrenadierbrigade 10                                                                                                | 31. März 1981      | in Panzergrenadierbrigade 10 umgegliedert                                                               |
| Panzerjägerbataillon 104                                                                                   | 1. Oktober 1970   | neu aufgestellt | 6. August 1971     | verlegt nach Pfreimd, Oberpfalz-Kaserne                                                                 |
| Panzerartilleriebataillon 105                                                                              | 1. April 1972     | aus Feldartilleriebataillon 105                                                                                              | 30. September 1992 | aufgelöst                                                                                               |
| Fernmelderevisionsdiensttrupp 627/212                                                                      | 1. Juni 1972      | neu aufgestellt | 30. November 1994  | aufgelöst                                                                                               |
| Materialausstattung Sanitätsbereich 62/11                                                                  | 1. Juli 1972      | neu aufgestellt | 30. September 1998 | aufgelöst                                                                                               |
| Zahnstation (Terr) H 615                                                                                   | 1. Oktober 1972   | aus Zahnstation H 010 | 31. März 1981      | in Zahnarztgruppe 619/1 umbenannt                                                                       |
| Nachschubkompanie 100                                                                                      | 1. Oktober 1972   | aus 4./Versorgungsbataillon 106                                                                                              | 31. März 1993      | ging als 6. Kompanie im Nachschubbataillon 4 in Regensburg auf                                          |
| Instandsetzungskompanie 100                                                                                | 1. Oktober 1972   | aus 3./Versorgungsbataillon 106                                                                                              | 1. Oktober 1973    | verlegt nach Pfreimd, Oberpfalz-Kaserne                                                                 |
| Verteidigungskreiskommando 622 (Geräteeinheit)                                                             | 1. Oktober 1978   | neu aufgestellt | 30. September 1994 | aufgelöst                                                                                               |
| Feldwebel für Reservisten 622                                                                              | 1. Oktober 1978   | neu aufgestellt | 31. Januar 1995    | aufgelöst                                                                                               |
| Panzerjägerkompanie 100                                                                                    | 1. Oktober 1979   | neu aufgestellt | 31. August 1992    | aufgelöst                                                                                               |
| Panzergrenadierbrigade 10 (mit Verbindungskommando Luftwaffe zu Brigadekommando Panzergrenadierbrigade 10) | 1. April 1981     | aus Jägerbrigade 10 | 31. März 1993      | aufgelöst                                                                                               |
| Panzergrenadierbataillon 101 (teilaktiv)                                                                   | 1. April 1981     | neu aufgestellt | 30. September 1992 | aufgelöst                                                                                               |
| Sanitätszentrum 619                                                                                        | 1. April 1981     | neu aufgestellt | 31. Dezember 1998  | aufgelöst                                                                                               |
| Zahnarztgruppe 619/1                                                                                       | 1. April 1981     | aus Zahnstation (Terr) H 615                                                                                                 | 31. Dezember 1998  | aufgelöst                                                                                               |
| Standortältester Weiden (mit Unterstützungspersonal)                                                       | 1. Oktober 1981   | neu aufgestellt | heute              | Neuaufstellung zum 1. Januar 2014                                                                       |
| Kasernenfeldwebel Weiden                                                                                   | 1. Oktober 1981   | neu aufgestellt | 30. September 1994 | aufgelöst                                                                                               |
| Standortfeldwebel Weiden                                                                                   | 1. Oktober 1981   | neu aufgestellt | 31. März 1999      | aufgelöst                                                                                               |
| Truppenarzt Weiden                                                                                         |                   | neu aufgestellt |                    | aufgelöst                                                                                               |
| Infrastruktur- und Bauinstandsetzungsgruppe 7622 (Geräteeinheit)                                           | 1. Januar 1982    | neu aufgestellt | 30. September 1994 | aufgelöst                                                                                               |
| Wallmeistertrupp 620/6                                                                                     |                   | neu aufgestellt |                    | aufgelöst                                                                                               |
| Wallmeistertrupp 620/7                                                                                     |                   | neu aufgestellt |                    | aufgelöst                                                                                               |
| Pionierdienstgruppe 7622 (Geräteeinheit)                                                                   |                   | neu aufgestellt |                    | aufgelöst                                                                                               |
| Sportfördergruppe 4/6                                                                                      |                   | neu aufgestellt |                    | aufgelöst                                                                                               |
| Standortfernmeldeanlage 627/211                                                                            |                   | neu aufgestellt |                    | aufgelöst                                                                                               |
| Heeresunteroffizierschule II                                                                               | 1. April 1990     | neu aufgestellt | 30. September 2003 | in Unteroffizierschule des Heeres Lehrgruppe C umbenannt                                                |
| Verpflegungsstelle Weiden                                                                                  | 1. Oktober 1992   | neu aufgestellt | 31. März 2006      | aufgelöst                                                                                               |
| Unteroffizierschule des Heeres Lehrgruppe C                                                                | 1. Oktober 2003   | aus Heeresunteroffizierschule II                                                                                             | 30. Juni 2010      | in Unteroffizierschule des Heeres Lehrgruppe D umbenannt                                                |
| Fachsanitätszentrum Kümmersbruck Teileinheiten Weiden                                                      | 1. Januar 2007    | neu aufgestellt | 30. September 2015 | aufgelöst                                                                                               |
| 5./Panzerbataillon 104                                                                                     | 1. April 2007     | neu aufgestellt | 30. Juni 2014      | ging im Gebirgspanzerbataillon 8 auf                                                                    |
| Evangelisches Militärpfarramt Weiden                                                                       | 1. Juli 2007      | aus Evangelischer Standortpfarrer Weiden                                                                                     | heute              | |
| Bundeswehr Informationstechnik Weiden                                                                      | 1. November 2009  | neu aufgestellt | heute              | |
| Verband der Reservisten der Deutschen Bundeswehr Weiden                                                    | 1. November 2009  | neu aufgestellt | heute              | |
| Unteroffizierschule des Heeres Bereich Unterstützung (Weiden)                                              | 1. April 2010     | neu aufgestellt | 30. Juni 2012      | aufgelöst                                                                                               |
| Unteroffizierschule des Heeres Lehrgruppe D                                                                | 1. Juli 2010      | neu aufgestellt | 30. Juni 2012      | aufgelöst                                                                                               |
| Katholisches Militärpfarramt Weiden                                                                        | 15. Dezember 2012 | aus Katholischer Standortpfarrer Weiden                                                                                      | heute              | |
| Heeresinstandsetzungslogistik GmbH Stützpunkt Weiden in der Oberpfalz                                      | 1. Januar 2013    | neu aufgestellt | heute              | |
| 3./Raketenartilleriebataillon 132                                                                          | 1. April 2013     | neu aufgestellt | 30. Juni 2014      | aufgelöst                                                                                               |
| Freiwillige Reservistenarbeit Weiden                                                                       | 1. Dezember 2013  | neu aufgestellt | heute              | |
| Artilleriebataillon 131                                                                                    | 1. Januar 2014    | neu aufgestellt | heute              | |
| Materialausstattung Ausbildungsanlage Schießsimulator Artillerie (131)                                     | 1. Januar 2014    | neu aufgestellt | heute              | |
| Materialausstattung Schießsimulator Schützenpanzer Marder (131)                                            | 1. Oktober 2018   | neu aufgestellt | heute              | |
| Ausbildungsunterstützungskompanie 122                                                                      | 1. Januar 2015    | neu aufgestellt | 31. Dezember 2019  | in 5./Panzerbataillon 104 umbenannt                                                                     |
| Verbindungskommando der Luftwaffe zur Panzerbrigade 12                                                     | 1. Januar 2018    | neu aufgestellt | 30. Juni 2018      | aufgelöst                                                                                               |
| 5./Panzerbataillon 104                                                                                     | 1. Januar 2020    | wieder aufgestellt | heute              | |
| Panzerartilleriebataillon 375                                                                              | 5. Oktober 2023   | wieder aufgestellt (zuvor zwischen 1. April 1991 und 25. November 2005 in Frankenberg/Sachsen, Wettiner Kaserne stationiert) | heute              | |